# Mazapán de Lübeck
El mazapán de Lübeck (en alemán Lübecker Marzipan) es el mazapán originario de la ciudad de Lübeck (norte de Alemania) protegido por directiva europea como Indicación Geográfica Protegida (PGI) desde 1996. Los fabricantes de mazapán de Lübeck, como Niederegger, Carstens, Lubeca o Marzipan-Land, siguen ciertos principios de calidad voluntariamente (no son exigidos por la directiva), como por ejemplo no usar menos del 70% de pasta de mazapán cruda y como mucho un 30% de azúcar.